# スカイラブハリケーン
スカイラブハリケーンとは、高橋陽一原作の漫画『キャプテン翼』および、その派生作品に登場する架空のサッカーの技である。作中に登場する立花兄弟のコンビプレー、あるいは立花兄弟と次藤洋との連携プレーとして描かれた。

## 概要

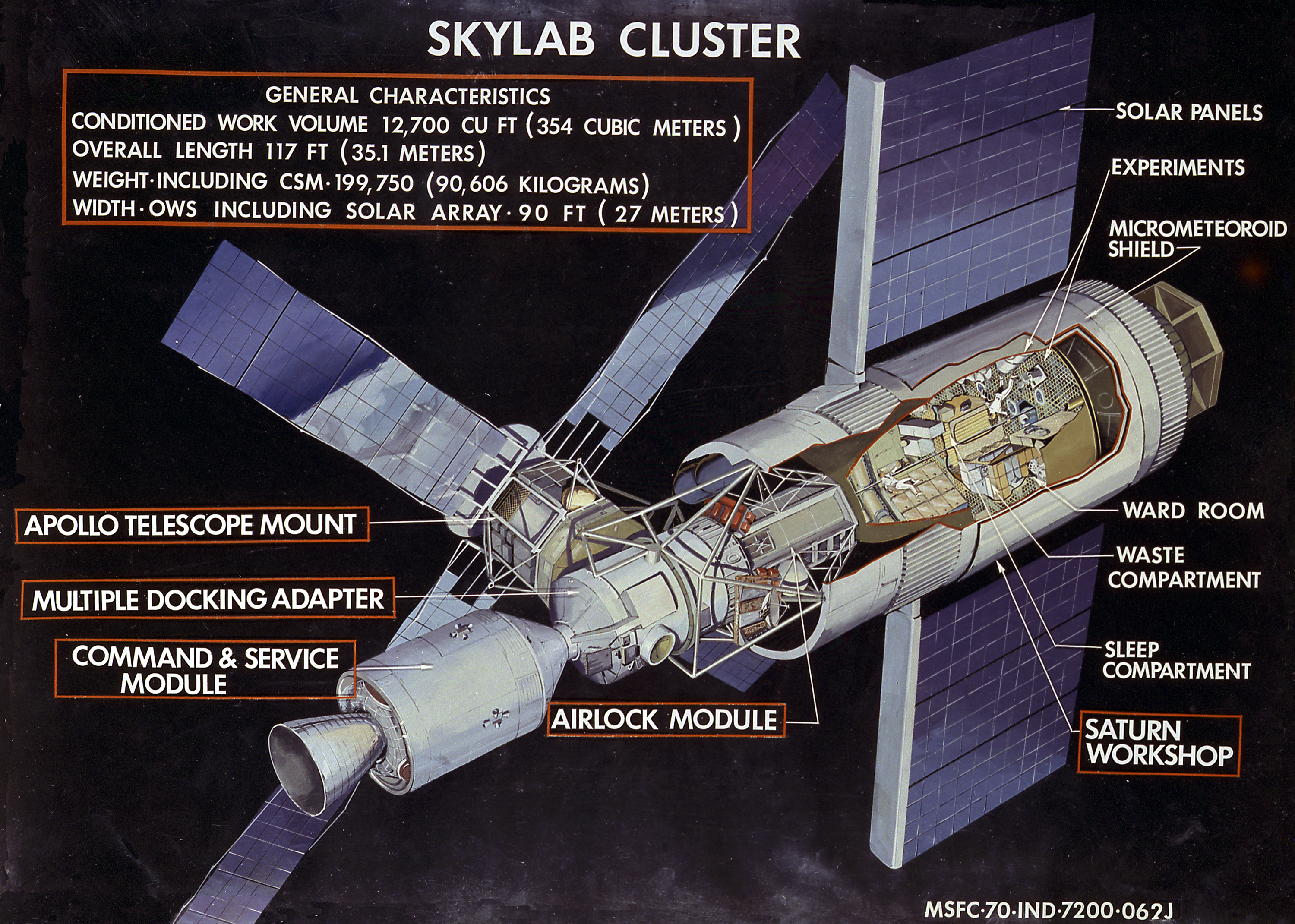
アポロ司令・機械船とドッキングした状態のスカイラブ（概念図）。ラブは「laboratory」（実験室）の略。

立花兄弟の代名詞とも言える必殺技である。名称はアメリカ航空宇宙局 (NASA) が1970年代にサターンV型ロケットとサターンIB型ロケットを利用して行った宇宙ステーション計画の「スカイラブ計画」に由来している。作者の高橋によれば、この技はプロレスのタッグマッチにおける合体技にインスピレーションを得たもので、作中では立花兄弟が打倒南葛中学校を目指して特訓の末に第16回全国中学生サッカー大会の直前に生み出されている。
まず、兄弟のどちらか一方がピッチ上に仰向けになり両足の足裏を上にあげた状態で射出台となる。そこへもう一方が飛び乗る。すなわち二人は足裏同士をドッキングさせる。そして互いの足を屈曲した状態から一気に伸展させることで大きな跳躍力を生み出し、片方は空中高く跳びあがり、味方からのセンタリングのボールにあわせ空中からシュートを放つ。
また射出台となる選手が足の角度を変えることでセンタリングの高さに関係なく射出することが可能となる。作中では、高く上げられたボールに対しては射出台側が頭をゴールに向ける、低いボールに対しては射出台側が足をゴールに向ける、と使い分けていた。立花兄弟は射出する側と跳躍する側、どちらの役割も担うことが出来る。シュートを狙ったりサイド攻撃を仕掛けるなどの攻撃面だけではなく、中盤や最終ラインでの守備面に応用される場合もある。さらには次藤洋が射出台となって左右の足から兄弟2人が同時に飛びツインシュートを放つ「スカイラブツインシュート」というバリエーションもある。
ただし、射出の際の衝撃により選手の両足には相当な負担がかかるという欠点がある。これにより、1試合に使用できる回数は限られている。さらに、二人の体が成長していくにつれ、負担に耐えられなくなっていく。高校卒業後にジェフユナイテッド市原に入団しプロサッカー選手となってからは事実上、スカイラブハリケーンは封印されている。

## 主な戦績
スカイラブハリケーンが実戦投入された主な試合を詳述する。
| ♯1 | 花輪中学校          | 2 - 3 | 南葛中学校                             | 日本・埼玉県大宮市                 |  |
|    | 立花和夫 17分, 37分 |       | 滝一 1分 · 来生哲兵 15分 · 大空翼 59分 | 競技場: 埼玉県営大宮公園サッカー場 |  |

関連作品 - 『キャプテン翼』
第16回全国中学生サッカー大会3回戦で南葛中と対戦。前半15分までに2点のビハインドを背負うも立花兄弟は17分に空中から、37分には低空飛行からのスカイラブハリケーンを使い分けてゴールを決め2-2の同点に追いつく。一方、双方のパターンともゴールポストの反動を利用して跳躍力を得た大空翼のプレーによって攻略された。
| ♯2 | 日本Jr.ユース | 1 - 5 | ハンブルグJr.ユース              | 西ドイツ・ハンブルグ |  |
|    | 日向小次郎    |       | カール・ハインツ・シュナイダー 5 |                      |  |

関連作品 - 『キャプテン翼』
ヨーロッパ遠征初戦で西ドイツNo.1のハンブルグと対戦。前半早々にスカイラブハリケーンでシュートを放つが相手のキーパー・若林源三の反応の速さの前に阻まれると、後半は直接ゴールを狙わずに低空飛行のスカイラブを使い日向小次郎へのアシスト役を担った。
| ♯3 | 日本Jr.ユース                 | 2 - 1 | イタリアJr.ユース | フランス・パリ               |  |
|    | 大空翼 43分 · 日向小次郎 59分 |       | コンティ 33分     | 競技場: パルク・デ・プランス |  |

関連作品 - 『キャプテン翼』
第1回フランス国際Jr.ユース大会グループリーグ第1戦のイタリア戦。立花兄弟は本来のフォワードではなく中盤で先発起用されると、スカイラブハリケーンをパスカットに応用して相手のカウンターアタックを封じた。
| ♯4 | 日本Jr.ユース                                                     | 5 - 4 | アルゼンチンJr.ユース                 | フランス・パリ               |  |
|    | 日向小次郎 15分, 49分 · 立花兄弟 30分 · 岬太郎 37分 · 三杉淳 58分 |       | ファン・ディアス 1分, 7分, 10分, 48分 | 競技場: パルク・デ・プランス |  |

関連作品 - 『キャプテン翼』
第1回フランス国際Jr.ユース大会グループリーグ第2戦のアルゼンチン戦。イタリア戦と同様に中盤で起用された立花兄弟は前半終了間際に次藤洋を射出台とした合体技「スカイラブツインシュート」でゴールを奪う。2-3と1点差に追い上げるゴールとなったものの、兄弟二人ともども受け身を取れずにゴールポストに激突し負傷退場した。
| ♯5                                     | 日本Jr.ユース                                    | 4 - 4 (延長) (5–4 PK戦)                                                                    | フランスJr.ユース                                            | フランス・パリ               |  |
|                                        | 大空翼 3分, 45分 · 日向小次郎 37分 · 岬太郎 59分 |                                                                                            | エル・シド・ピエール 5分, 12分, 55分 · ルイ・ナポレオン 20分 | 競技場: パルク・デ・プランス |  |
|                                        |                                                  | PK戦                                                                                       |                                                              |                              |  |
| 日向小次郎 松山光 岬太郎 三杉淳 大空翼 |                                                  | エル・シド・ピエール アラン・ボッシ ミッシェル・フェレーリ ジャン・ルスト ルイ・ナポレオン |                                                              |                              |  |

関連作品 - 『キャプテン翼』
第1回フランス国際Jr.ユース大会準決勝のフランス戦。立花兄弟は後半に佐野満と反町一樹との交代で投入された。次藤との「スカイラブツインシュート」でゴールを狙うも、既に研究済みであったピエールの回転ニールキックによって阻止された。立花兄弟はピエールと交錯した際に再び負傷し、延長戦ではスカイラブを攻撃ではなく守備に転用し日本ゴールを守った。
| ♯6 | 日本ユース | 10 - 1 | オランダユース         | 日本・東京都                       |  |
|    | 日向小次郎 ?分, ?分, ?分 · 大空翼 ?分 · 岬太郎 ?分 · 新田瞬 ?分 · 立花兄弟 ?分 · 早田誠 ?分 · 松山光 ?分 · 反町一樹 ?分 |        | ルート・クリスマン ?分 | 競技場: 国立霞ヶ丘競技場陸上競技場 |  |

関連作品 - 『キャプテン翼ワールドユース特別編 最強の敵!オランダユース』
高校選手権終了後に開催されたオランダとの親善試合3戦目。翼のいない1戦目、2戦目で大敗を喫し意気消沈していた日本代表だったが、3戦目の前夜に三杉の戦力指導と翼の一時帰国、さらに3戦目の最中に現れた若林の檄により息を吹き返す。後半戦のゴールラッシュの中、立花兄弟は次籐とのスカイラブにて得点を挙げた。
| ♯7 | 日本ユース                                                   | 6 - 3 | 中国ユース                    | インドネシア・ジャカルタ |  |
|    | 大空翼 5分, 65分, 78分 · 松山光 20分 · 日向小次郎 44分, 89分 |       | 飛翔 38分 · 肖俊光 55分, 62分 |                          |  |

関連作品 - 『キャプテン翼ワールドユース編』
アジアユース選手権グループリーグ第3戦の中国戦ではイエローカード累積2枚により欠場になった葵新伍の代わりに兄の政夫のみが先発出場し、次藤とのコンビによるスカイラブハリケーンで中国の長身フォワード・飛翔に対抗した。また三杉淳も同様に次藤の足を使ってジャンプしディフェンスに貢献。後半、政夫の足が限界に達したため和夫と交代し、スカイラブをディフェンスで使おうとしたが、翼が横から割り込んでジャンプする。
| ♯8 | 日本ユース                    | 2 - 1 | メキシコユース            | 日本・東京都                       |  |
|    | 葵新伍 89分 · 日向小次郎 89分 |       | リカルド・エスパダス 80分 | 競技場: 国立霞ヶ丘競技場陸上競技場 |  |

関連作品 - 『キャプテン翼ワールドユース編』
ワールドユース選手権グループリーグ第1戦のメキシコ戦ではアステカ太陽の五戦士の空中アクロバットサッカーにスカイラブハリケーンで対応し完封するも、75分に相手の巨漢選手・ガルシアのレッドカードを貰うなど悪質なファールを受けて二人とも負傷退場した。
なお、立花兄弟の交代枠にスカイラブの代役として佐野・沢田を投入しようとしたが、先取点を奪われてフォーメーションを変更したことに伴って、反町・新田が交代出場となったため実現しなかった。
| ♯9 | 日本U-22                                               | 4 - 1 | オーストラリアU-22    | 日本・東京都                       |  |
|    | 立花和夫 ?分 · 新田瞬 ?分 · 井川岳人 ?分 · 岬太郎 89分 |       | マーク・ドゥビカ 75分 | 競技場: 国立霞ヶ丘競技場陸上競技場 |  |

関連作品 - 『キャプテン翼 GOLDEN-23』
オリンピックアジア最終予選グループリーグ第6戦のオーストラリア戦。立花兄弟は身体の成長に伴いスカイラブの使用が困難になっていたため技を封印していた。オリンピック出場のため「3点差での勝利」が絶対条件の中、選手生命をかけて「ファイナルスカイラブハリケーン」を敢行し、先制点を決めたものの両者とも負傷退場し即入院となった。

## 実現性と問題点

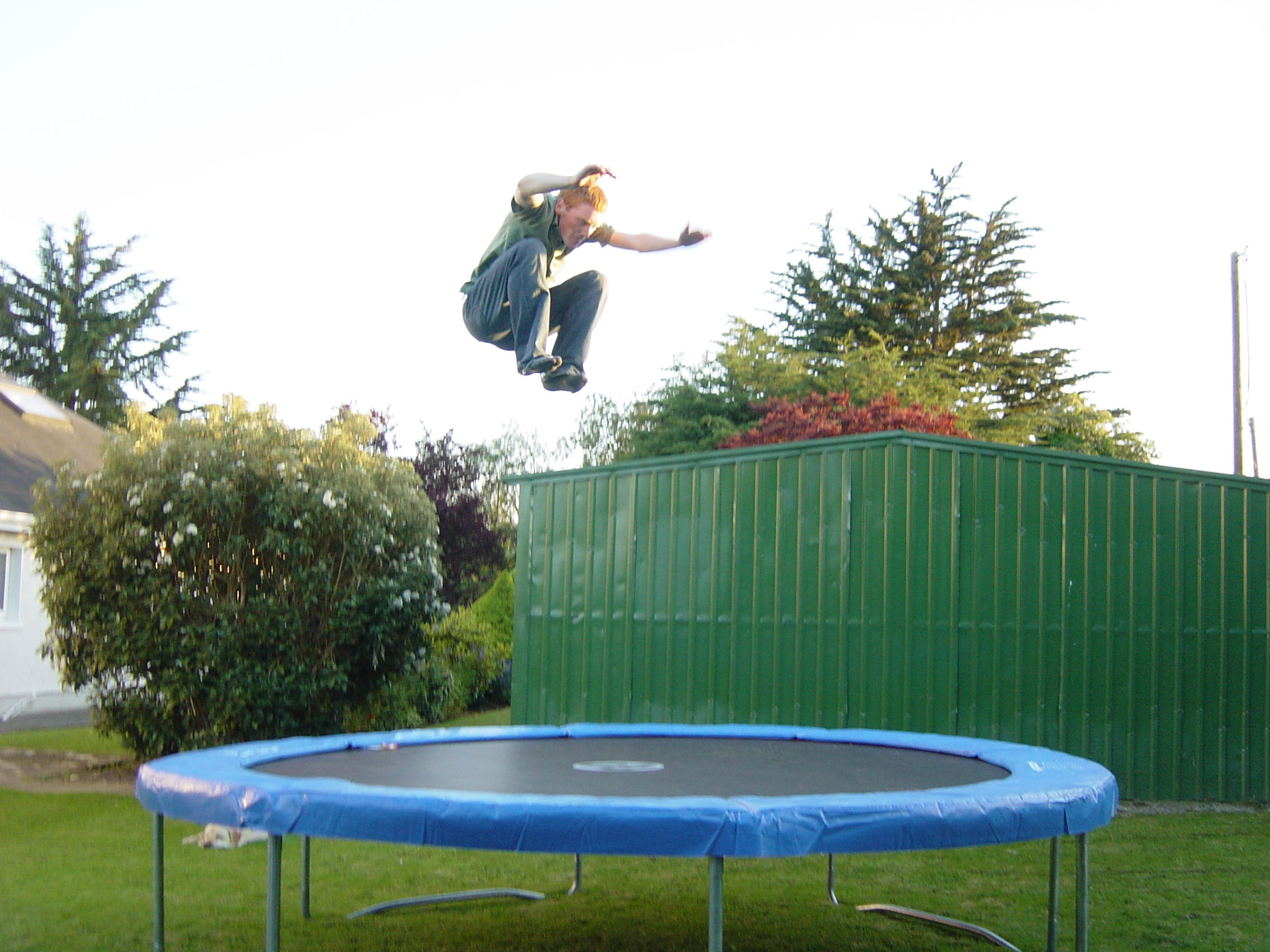
この技はトランポリンの要領で大きな反発力を生み出し空中高く飛び上がるが、実現可能なようで実現不可能な技とも称される。

実現性と試合時の実用性
大東文化大学准教授の川本竜史は、「体の大きい選手が射出台となり小さい選手を跳躍させること自体は実現の可能性がある」としている。実現のためには相互の意思疎通、10回連続で後方転回ができるほどの高い身体能力、怪我を避けるため整備の行き届いた天然芝のピッチ、良好な天候条件が必要となる。山形大学教授の瀬尾和哉 は、「高さを出すためには射出する側と跳躍する側の双方の足が伸展するタイミングをいかに調整するのかが重要となる」と指摘している。一方、サッカー競技は試合展開が目まぐるしく変化する特性を持つことから、川本は「実際の試合でスカイラブを試している余裕はない」と指摘している。
空想科学読本作者の柳田理科雄は中学時代の身長が163センチの立花兄弟は飛び乗った側が踵が臀部とくっつきそうなほど膝を曲げ、ジャンプして離れるまで重心が50センチは移動、仰向け側は膝が胸につくほど曲げてから延ばすと1メートルは動き、自分で動かす体の3倍動くことになり、ジャンプ高度の増大率も3倍であり、身長からして延ばされた足は地上140センチ地点からジャンプして、飛び乗る側が150センチは飛んでいるシーンがあるため、合計5メートル90センチでクロスバーの2メートル44センチの倍はジャンプしたと推計している。蹴るタイミングや角度がぴったりでないといけないことや、柳田の検証では仰向けで足を深く曲げるのにかかる時間は1.4秒より短くできず、1メートルのジャンプで0.8秒、仰向けから足を延ばしてもう片方が踏み切るのに0.23秒、高度5メートル90センチまで到達するのに0.96秒、合計3.39秒を要する。これだけの時間があれば、100メートルを12秒で走る人なら、28メートル走れる。よって、空中に飛び上がったときにはゴール前に相手選手が待ち構えていることになる。よって、サッカーでは有効は技ではなく、スポーツではバレーボールやバスケットボールの方が向いている技であるとしている。
2017年に上演された舞台作品『超体感ステージ キャプテン翼』では補助やワイヤーを使って再現された。当初は原作でさえ連発できない技を何度も練習し、やがて脚がガクガクになってしまい、これでは23公演も続けられないと、安全にできる形に変更された。
シュートのタイミング
仮に空中高く飛び上がれたとしても、シュートを放つには味方選手からのセンタリングと空中でピンポイントに一致させなければならない。地上であればパスを受ける側が相手選手からの干渉を受ける反面、ボールの落下地点を見極めて細かくポジションを修正できるが、空中では難しい。山形大学教授の瀬尾和哉は、「シュートに至るためにはパスの出し手に高精度なパスを求めるか、パスを受ける側がタイミングを見計らい腹筋や背筋などの筋力を生かして空中でタメを作るなどの動作が必要となる」と指摘している。また、瀬尾は「パスを受ける側がボールの最高到達点を見極めることが非常に重要となり、それに合わせシュートを放つのは容易なことではない」とも指摘している。
競技規則
大東文化大学准教授の川本竜史は、「敵味方の関係なく相手を利用して空中高く跳躍する行為はサッカー競技規則に定められた「非紳士的行為」に抵触し、警告の対象となる可能性がある」と指摘している。「審判員のための追加指示およびガイドライン」には、以下のように記されている。
一方、同ガイドラインではオーバーヘッドキックのようなアクロバティックなプレーについては、主審または第2審判がプレーを実行した選手が相手選手の危険を脅かさなかったと判断した場合には認められる。
試合中に実行するには、競技規則や警告をものともしない度胸の良さと、行為自体を許すチームメイトの優しさが必要となる。

## 文化的影響

### サッカー
この技はサッカー少年たちに模倣されたという。例えば、後にプロサッカー選手となった松田直樹や玉田圭司や松橋優らが「小学生時代に「スカイラブハリケーン」を友人との遊びの中に取り入れていた」と証言している。その中で玉田は「夏にプールに行った際、友人と「スカイラブハリケーン」を模倣して遊んでいた」と証言している。
イタリアのスポーツ紙『ガゼッタ・デロ・スポルト』は2014年2月に実写版「スカイラブハリケーン」の動画を公開した。動画には実際のサッカー選手が出演し、花輪SSの紫色のユニフォームを着たフアン・マヌエル・イトゥルベが射出台となりマノロ・ガッビアディーニがシュートを放つが、明和FCの黄色のキーパーユニフォームを着たキーパーのマッティア・ペリンの三角飛びによって阻止される、といった内容となっている。

### プロレス
2010年3月14日、NEO女子プロレスの川崎市体育館大会においてアイスリボンの藤本つかさとアイドル・吉川綾乃によりスカイラブハリケーンが敢行された。この時、左右には補助を付けていた。
2018年6月2日、DDTプロレスリングの茨城・つくばカピオ大会において当時DDT NEW ATTITUDEのMAOとDDT参戦中のマイク・ベイリーによりスカイラブハリケーン式のミサイルキックが初披露され、後にMAOとベイリーのタッグにおける定番技となる。